# Federico Elduayen
Federico Martín Elduayén Saldaña (Fray Bentos, 25 de junho de 1977) é um ex-futebolista uruguaio.

## Carreira
Foi revelado pelo Peñarol, em 1999. Se destacou na Universidad de Concepción, entre 2005 e 2009. Hoje defende o O'Higgins.

## Seleção
Elduayen estreou na Uruguai em 2002. Disputou apenas uma partida com a camisa da Celeste. Foi o terceiro goleiro uruguaio na Copa de 2002, não entrando em campo em nenhum jogo da equipe, eliminada na fase inicial.